# Istocheta brevinychia
Istocheta brevinychia là một loài ruồi trong họ Tachinidae.